# 李丕功
李丕功（1910年—2016年2月2日），男，山东长山人，中华人民共和国军事人物，中国人民解放军少将，曾任江苏生产建设兵团副司令员。